# Flavoparmelia scabrosina
Flavoparmelia scabrosina är en lavart som beskrevs av Elix & J. Johnst. Flavoparmelia scabrosina ingår i släktet Flavoparmelia och familjen Parmeliaceae.   Inga underarter finns listade i Catalogue of Life.